# Petropedetes perreti
Espèce
Statut de conservation UICN

 EN B1ab(iii) : En danger
Petropedetes perreti est une espèce d'amphibiens de la famille des Petropedetidae.

## Répartition
Cette espèce est endémique des montagnes de l'Ouest du Cameroun. Elle se rencontre sur le versant Sud du plateau Bamiléké, du mont Manengouba et du mont Nlonako.

## Étymologie
Cette espèce est nommée en l'honneur de Jean-Luc Perret.

## Publication originale
- Amiet, 1973 : Notes faunistiques, éthologiques et écologiques sur quelques amphibiens anoures du Cameroun. Annales de la Faculte des Sciences du Cameroun, Yaoundé, vol. 13, p. 135-161.